# 張五典 (萬曆乙未進士)
張五典（？—？），字敕我，號敬吾，山東濟南府陽信縣人，明朝政治人物。

## 生平
隆慶己巳（官年）正月二十九日生，治礼记。萬曆二十二年（1594年）甲午科山東鄉試第二十三名舉人，二十三年（1595年）乙未科會試第二百三名，廷試三甲第二百十三名進士。都察院觀政，二十四年十月初授直隸束鹿縣知縣，節浮摧奸，興學育才。丁酉鄉試，連發田宰等三人。兩台察能，二十七年調繁清苑縣知縣。時有巨盜惠佃襲劫閩商陳姓者數萬金，盤踞京貴，邏者不敢至門，陳商叩閽鳴冤，奉旨捕獲，一訊立狀，而陳商完璧歸。三載奏績上考，二十八年連丁父母憂。服闋，三十一年起補山西翼城縣知縣。三十三年（1605年）行取，擬授兵部主事，三十六年八月考選，改授陝西道監察御史。首攻大臣之不法者三人，一时權貴落胆。本年丁祖父母憂，去職。服闋，四十年補浙江道御史，巡按遼東。差竣報命，署掌河南道事。四十二年又奉差巡蘇松等處。四十三年九月升江西按察副使，四十七年四月升四川參政，上疏乞休，四十七年（1619年）七月得旨歸。

## 家族
曾祖张效，庠生。祖张东贤，廪生。父张格。母鄭氏。重庆下。娶方氏，子献忠、献策、献猷、献可、献賦。